# Barizey
Barizey är en kommun i departementet Saône-et-Loire i regionen Bourgogne-Franche-Comté i östra Frankrike. Kommunen ligger i kantonen Givry som tillhör arrondissementet Chalon-sur-Saône. År 2022 hade Barizey 139 invånare.

## Befolkningsutveckling
Antalet invånare i kommunen Barizey
| Referens: INSEE |